# Wohnsiedlung Überland
Die Wohnsiedlung Überland ist eine kommunale Wohnsiedlung der Stadt Zürich in Schwamendingen, die Ende der 1960er-Jahre von Bernet + Naef gebaut wurde.

## Lage
Die Wohnsiedlung ist Teil einer Arealüberbauung bei der Kreuzung der Überlandstrasse mit der Winterthurerstrasse. Sie steht zwischen Überlandstrasse und Glatt. Am anderen Flussufer verlaufen die Stadtgrenze zu Wallisellen und die Autobahn A1. Die Überbauung bildet den nördlichen Abschluss des Hirzenbachquartiers gegen die Stadtgrenze, sie gehört aber noch zu Schwamendingen. Der Richtplan für die Erweiterung von Schwamendingen wurde vom damaligen Stadtbaumeister Adolf Wasserfallen festgelegt.

## Geschichte
Von 1967 bis 1968 wurde die Überbauung erstellt. Die Autobahn wurde Mitte der 1970er-Jahre gebaut, die Überlandestasse wurde zu einer stark befahrenen Hauptverkehrsstrasse zum Autobahnanschluss in Wallisellen. Eine Hochspannungsleitung entlang der Glatt und Fluglärm von Kloten beeinträchtigten die Wohnlage weiter. Die Siedlung wurde 2002 mit einer neuen Wärmeisolation und einer künstlichen Belüftung versehen, damit auch bei geschlossenen Fenstern ein angenehmes Raumklima erhalten werden kann. Weiter wurden die als Loggien gestalteten, in die Kubatur eingezogenen Balkone zu französischen Balkonen umgebaut.

## Architektur
Die Wohnsiedlung entstand als Teil einer Arealüberbauung bei der Kreuzung der Überlandstrasse mit der Winterthurerstrasse. Die Überbauung besteht aus zwei Scheibenhochhäusern mit neun Geschossen, zwei Doppelmehrfamilienhäusern mit vier Geschossen und einem einstöckigen Ladenlokal mit darunterliegender Tiefgarage. 
Das östliche Doppelmehrfamilienhaus, das quer zur Überlandstrasse steht, wird als städtische Wohnsiedlung genutzt. Es bietet 32 Wohnungen, davon 16 Wohnungen mit drei Zimmern und einer Wohnfläche von 74 m²